# 周波数分割多重化

各入力信号のスペクトルをそれぞれ別の周波数範囲にずらして配置する。

周波数分割多重化（しゅうはすうぶんかつたじゅうか、英: Frequency Division Multiplexing、略称FDM）とは、電気通信において、異なる周波数の信号がひとつの伝送路を共有して通信を行う多重化技術である。
応用例としては、テレビやラジオが代表的である。分割された各周波数帯はチャンネルと呼ばれる。
一本の光ファイバーケーブルに複数の異なる周波数の光信号を同時に乗せることを光波長多重通信という。
バンドパスフィルタが必要である。